# Verbandsgemeinde Kelberg
Die Verbandsgemeinde Kelberg ist eine Gebietskörperschaft im Landkreis Vulkaneifel in Rheinland-Pfalz. Der Verbandsgemeinde gehören 33 eigenständige Ortsgemeinden an, der Verwaltungssitz ist in der namensgebenden Gemeinde Kelberg.

## Verbandsangehörige Gemeinden
| Ortsgemeinde             | Fläche (km²) | Einwohner |
| ------------------------ | ------------ | --------- |
| Arbach                   | 4,40         | 124       |
| Beinhausen               | 2,63         | 88        |
| Bereborn                 | 2,57         | 130       |
| Berenbach                | 3,15         | 166       |
| Bodenbach                | 4,78         | 201       |
| Bongard                  | 6,64         | 233       |
| Borler                   | 4,54         | 75        |
| Boxberg                  | 5,64         | 199       |
| Brücktal                 | 2,42         | 80        |
| Drees                    | 4,11         | 161       |
| Gelenberg                | 3,95         | 85        |
| Gunderath                | 1,29         | 115       |
| Höchstberg               | 4,85         | 336       |
| Horperath                | 2,40         | 119       |
| Hörschhausen             | 2,38         | 123       |
| Kaperich                 | 2,69         | 165       |
| Katzwinkel               | 3,85         | 145       |
| Kelberg                  | 24,62        | 1.869     |
| Kirsbach                 | 3,41         | 75        |
| Kolverath                | 2,46         | 102       |
| Kötterichen              | 1,31         | 117       |
| Lirstal                  | 5,26         | 195       |
| Mannebach                | 7,34         | 241       |
| Mosbruch                 | 3,39         | 159       |
| Neichen                  | 2,95         | 137       |
| Nitz                     | 1,08         | 29        |
| Oberelz                  | 5,55         | 122       |
| Reimerath                | 2,54         | 70        |
| Retterath                | 5,50         | 313       |
| Sassen                   | 3,33         | 94        |
| Uersfeld                 | 4,26         | 676       |
| Ueß                      | 1,49         | 59        |
| Welcherath               | 3,18         | 110       |
| Verbandsgemeinde Kelberg | 139,96       | 6.913     |

(Einwohner am 31. Dezember 2024)

## Bevölkerungsentwicklung
Die Entwicklung der Einwohnerzahl bezogen auf das heutige Gebiet der Verbandsgemeinde Kelberg; die Werte von 1871 bis 1987 beruhen auf Volkszählungen:
| Verbandsgemeinde Kelberg: Einwohnerzahlen von 1815 bis 2023 | Verbandsgemeinde Kelberg: Einwohnerzahlen von 1815 bis 2023 | Verbandsgemeinde Kelberg: Einwohnerzahlen von 1815 bis 2023 | Verbandsgemeinde Kelberg: Einwohnerzahlen von 1815 bis 2023 | Verbandsgemeinde Kelberg: Einwohnerzahlen von 1815 bis 2023 |
| ----------------------------------------------------------- | ----------------------------------------------------------- | ----------------------------------------------------------- | ----------------------------------------------------------- | ----------------------------------------------------------- |
| Jahr                                                        |                                                             |                                                             |                                                             | Einwohner                                                   |
| 1815                                                        | 1815                                                        |                                                             | 4.283                                                       | 4.283                                                       |
| 1835                                                        | 1835                                                        |                                                             | 5.235                                                       | 5.235                                                       |
| 1871                                                        | 1871                                                        |                                                             | 4.875                                                       | 4.875                                                       |
| 1905                                                        | 1905                                                        |                                                             | 5.368                                                       | 5.368                                                       |
| 1939                                                        | 1939                                                        |                                                             | 6.147                                                       | 6.147                                                       |
| 1950                                                        | 1950                                                        |                                                             | 6.404                                                       | 6.404                                                       |
| 1961                                                        | 1961                                                        |                                                             | 6.290                                                       | 6.290                                                       |
| 1970                                                        | 1970                                                        |                                                             | 6.737                                                       | 6.737                                                       |
| 1987                                                        | 1987                                                        |                                                             | 7.088                                                       | 7.088                                                       |
| 1997                                                        | 1997                                                        |                                                             | 7.710                                                       | 7.710                                                       |
| 2005                                                        | 2005                                                        |                                                             | 7.483                                                       | 7.483                                                       |
| 2023                                                        | 2023                                                        |                                                             | 7.211                                                       | 7.211                                                       |
|                                                             |                                                             |                                                             |                                                             |                                                             |

## Verbandsgemeinderat
Der Verbandsgemeinderat Kelberg besteht aus 22  ehrenamtlichen Ratsmitgliedern, die bei der Kommunalwahl am 9. Juni 2024 in einer personalisierten Verhältniswahl gewählt wurden, und dem Vorsitzenden.
Die Sitzverteilung im Verbandsgemeinderat:
| Wahl | SPD | CDU | Grüne | FDP | UWH | FWG | SiW | WGR | Gesamt   |
| ---- | --- | --- | ----- | --- | --- | --- | --- | --- | -------- |
| 2024 | 3   | 9   | –     | 1   | 6   | –   | 3   | –   | 22 Sitze |
| 2019 | 3   | 8   | 1     | 1   | 4   | 1   | 4   | –   | 22 Sitze |
| 2014 | 3   | 10  | 1     | 1   | 3   | 1   | 3   | –   | 22 Sitze |
| 2009 | 3   | 9   | 1     | 2   | 5   | 2   | –   | –   | 22 Sitze |
| 2004 | 3   | 13  | 1     | 0   | 3   | 3   | –   | 1   | 24 Sitze |

- UWH = Unabhängige Wählergemeinschaft Hochkelberg e. V.
- FWG = Freie Wählergruppe Kelbergerland e. V.
- SiW = Wählergruppe Sturm im Wald e. V.

## Bürgermeister
- 1961 bis 1974: Hans Baulig
- 1974 bis 1984: August Lorse
- 1984 bis 2018: Karl Häfner, CDU
- seit 2018: Johannes Saxler, parteilos

Bei der Direktwahl am 14. Januar 2018 setzte sich Saxler mit einem Stimmenanteil von 77,7 % gegen drei weitere Bewerber durch und trat am 1. Juli 2018 seine achtjährige Amtszeit an.